# Live at the House of Blues (Tupac Shakur)
| Recensione     | Giudizio |
| -------------- | -------- |
| Allmusic       | [ 1 ]    |
| RapReviews.com | [ 2 ]    |

Tupac: Live at the House of Blues è il secondo album dal vivo del rapper statunitense Tupac Shakur, pubblicato postumo il 3 ottobre 2005 dalla Death Row Records in formato CD, DVD, Blu-ray e UMD.

## Descrizione
L'album contiene l'ultima performance registrata di Tupac Shakur, registrata il 4 luglio 1996, pubblicata nel 2005, 9 anni dopo la sua morte nel 1996. Il disco contiene tracce eseguite assieme ad altri artisti hip hop come Snoop Dogg, Tha Dogg Pound e Outlawz. 
L'album è stato pubblicato in formato audio, su CD, e video, su DVD, Blu-ray e UMD, che contiene tutto il concerto e gli extra, compresi cinque video musicali: California Love, To Live & Die in L.A., Hit 'Em Up, How Do U Want It e I Ain't Mad at Cha.
Nell'album sono contenuti singoli di successo come Hit 'Em Up, So Many Tears, How Do U Want It e 2 of Amerikaz Most Wanted.
Dalla sua uscita ha venduto oltre un milione di copie ed è stato certificato disco di platino dalla Recording Industry Association of America (RIAA).

## Tracce
1. Ambitionz Az a Ridah (featuring  Outlawz) – 2:13
2. So Many Tears (featuring  Outlawz) – 1:54
3. Troublesome (featuring  Outlawz) – 2:40
4. Hit 'Em Up (featuring  Outlawz) – 4:25
5. Tattoo Tears (featuring  Outlawz) – 2:23
6. All Bout U (featuring  Outlawz) – 2:59
7. Never Call U B***h Again (featuring  Outlawz) – 2:26
8. Freek'n You (featuring  K-Ci & JoJo, Outlawz) – 1:03
9. How Do U Want It (featuring  K-Ci & JoJo, Outlawz) – 4:42
10. What Would U Do (featuring  Tha Dogg Pound) – 4:20
11. Murder Was the Case (featuring  Tha Dogg Pound) – 3:45
12. Tha Shiznit (featuring  Tha Dogg Pound) – 2:29
13. If We All Gone Fuck (featuring  Tha Dogg Pound) – 2:31
14. Some Bomb Azz (Pussy) (featuring Nate Dogg  Tha Dogg Pound) – 3:05
15. Ain't No Fun (If the Homies Can't Have None) (featuring  Nate Dogg, Tha Dogg Pound) – 3:20
16. New York (featuring  Tha Dogg Pound) – 4:44
17. Big Pimpin' (featuring  Nate Dogg, Tha Dogg Pound) – 2:30
18. Do What I Feel (featuring  Tha Dogg Pound) – 3:58
19. G'z and Hustlas (featuring  Tha Dogg Pound) – 2:43
20. Who Am I? (What's My Name?) (featuring  Tha Dogg Pound) – 2:57
21. Me in Your World (featuring  Tha Dogg Pound) – 3:12
22. For My Niggaz and Bitches (featuring  Tha Dogg Pound) – 2:23
23. Doggfather (featuring  Tha Dogg Pound) – 2:50
24. Gin and Juice (featuring  Tha Dogg Pound) – 6:00
25. 2 of Amerikaz Most Wanted (featuring  Nate Dogg, Snoop Dogg, K-Ci & JoJo, Outlawz, Tha Dogg Pound) – 4:04